# FADD
FADD（Fas-associated protein with death domain）は、ヒトでは11番染色体の11q13.3領域のFADD遺伝子によってコードされるタンパク質である。MORT1（mediator of receptor-induced toxicity）とも呼ばれる。
FADDはアダプタータンパク質であり、アポトーシスの過程でFas受容体などTNF受容体スーパーファミリーのメンバーとカスパーゼ-8、-10前駆体とを橋渡しして細胞死誘導性シグナル伝達複合体（death-inducing signaling complex、DISC）を形成する。最もよく知られたアポトーシスにおける役割に加えて、FADDは細胞増殖、細胞周期の調節、発生など他の過程にも関与していることが知られている。

## 構造
FADDは23 kDaのタンパク質で、208アミノ酸から構成される。C末端のデスドメイン（DD）とN末端のデスエフェクタードメイン（DED）という2つの主要なドメインを含む。各ドメインの配列類似性は極めてわずかであるが、構造的には互いに類似しており、いずれも6本のαヘリックスから構成される。DDは細胞膜のFasなどの受容体に、DDどうしの相互作用を介して結合する。こうしたDD間相互作用は、αヘリックス2と3が関与する静電的相互作用によって行われる。DEDはカスパーゼ-8前駆体などの細胞内分子のDEDに結合する。この相互作用は疎水的相互作用によって行われていると考えられている。

## 機能

### 外因性アポトーシス
Fasリガンドによって刺激されると、Fas受容体は三量体化する。Fasを含む多くの受容体が細胞質側にDDを持ち、そのため細胞死受容体と呼ばれている。FADDは自身のDDを介してこの三量体構造のDDに結合し、その結果FADDのDEDが露出する。そして、FADDとカスパーゼ前駆体のDEDどうしの相互作用によってカスパーゼ-8、-10前駆体がリクルートされる。これによって、細胞死誘導性シグナル伝達複合体（DISC）と呼ばれる複合体が形成される。カスパーゼ-8、-10はイニシエーターカスパーゼとして知られている。これらは同種の他のカスパーゼ前駆体と近接した際に、自身のアスパラギン酸残基での自己触媒切断によって活性型タンパク質となる。この活性化されたタンパク質はさらにカスパーゼを切断して活性化し、カスパーゼカスケードを開始する。活性化されたカスパーゼはICADなどの細胞内タンパク質を切断し、最終的には細胞のアポトーシスを引き起こす。
TRAILのDR4やDR5への結合も同じ機構でアポトーシスを引き起こす。
アポトーシスはTNFR1へのリガンドの結合によっても開始される。しかし、その機構は少し複雑である。TRADDと呼ばれる、DDを持つ他のアダプタータンパク質やその他のタンパク質が活性化されたTNF1Rに結合し、complex Iと呼ばれる複合体が形成される。その結果、NF-κB経路が活性化され、細胞生存が促進される。その後、この複合体はインターナリゼーションされ、FADDがDDどうしの相互作用を介してTRADDに結合し、complex IIと呼ばれる複合体が形成される。FADDはカスパーゼ-8前駆体をリクルートし、カスパーゼカスケードが開始されてアポトーシスが引き起こされる。

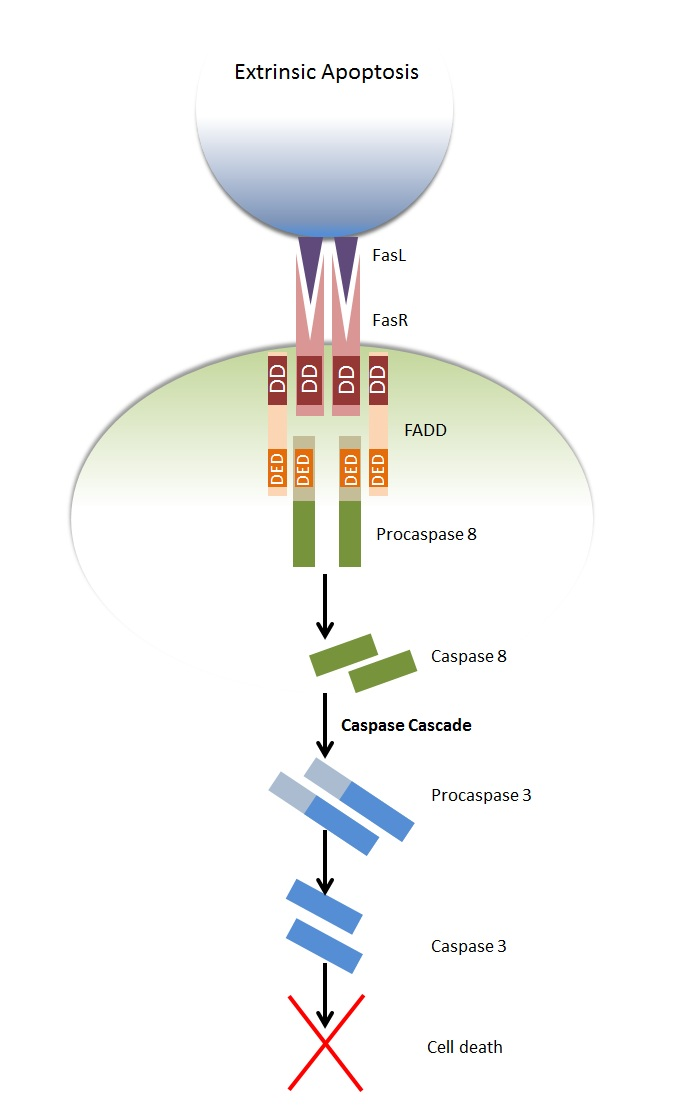
アポトーシスの外因性経路: Fasリガンド（FasL）によって刺激されたFas受容体（FasR）は、FADDをFasRへ、双方の分子のDDどうしの相互作用を介してリクルートする。カスパーゼ-8前駆体はFADDへリクルートされ、双方の分子のDEDを介して相互作用する。その結果、カスパーゼ-8前駆体は切断され活性化されてカスパーゼ-8となり、カスパーゼ-3前駆体など他のカスパーゼの切断と活性化を行い、細胞死をもたらすカスパーゼカスケードを開始させる。

### ネクロトーシス
FADDはネクロトーシスの調節にも関与しており、この過程はセリン/スレオニンキナーゼRIPK1とRIPK3を必要とする。活性化されたカスパーゼ-8はこれらのキナーゼを切断し、ネクロトーシスを阻害する。カスパーゼ-8の活性化には、カスパーゼ-8前駆体を互いに近接させてその活性化を促進するFADDが必要であるため、FADDはネクロトーシスの負の調節に必要である。したがって、FADDが欠乏した細胞はカスパーゼ-８前駆体をリクルートして活性化することができないため、ネクロトーシスが誘導される。FADDはRIPK1とRIPK3にも直接的に結合するが、この相互作用の重要性は現段階では不明である。

### オートファジーによる細胞死
オートファジーはストレス条件下での細胞生存を可能にする過程であるが、細胞死をもたらす場合もある。
FADDはDDを用いて、オートファジーに関与するタンパク質ATG5と相互作用する。この相互作用は、IFN-γによって誘導される、オートファジーによる細胞死に必要不可欠である。
対照的に、FADDはオートファジーによる細胞死を阻害し、細胞生存を促進することも示されている。FADDはATG5と結合し、さらにATG12、カスパーゼ-8、RIPK1も含む複合体を形成する。この複合体の形成は、オートファジーシグナルによって刺激される。その後、カスパーゼ-8はRIPK1を切断し、このシグナル伝達を阻害するとで細胞死を阻害する。

### 発生
FADDのノックアウトマウスが胚性致死であることは、FADDの胚発生における役割の存在を示している。致死となるのは、心臓の発生の異常のためであると考えられている。この心臓の発生の異常は、FADDに依存したNF-κB経路の調節の異常のためである可能性がある。
また、FADDはゼブラフィッシュの目の発生にも関与している。

### 細胞周期の調節
FADDはT細胞の細胞周期の調節に関与していると考えられている。この調節はFADDのセリン194番のリン酸化に依存しており、リン酸化はCKIαによって行われる。このリン酸化型FADDは主に核内に存在し、細胞周期のG2期に大幅に増加するのに対し、G1期にはごくわずかに検出されるだけである。リン酸化型FADDは紡錘体に位置し、G2/M期の移行を媒介することが提唱されているが、その機構は未解明である。

### リンパ球の増殖
FADDは、T細胞受容体が抗原によって刺激された際のT細胞の増殖に必要不可欠である。対照的に、FADDはB細胞受容体の刺激によるB細胞の増殖には影響しない。しかし、TLR3やTLR4の刺激によるB細胞の増殖には必要である。

### 炎症
NF-κBシグナル伝達経路の活性化は、さまざまな炎症性サイトカインや抗アポトーシス遺伝子の転写を引き起こす。NF-κBシグナル伝達は、FADD欠乏細胞ではTNFR1やFas受容体の刺激後に阻害されることが発見されている。このことは、FADDがNF-κB経路を活性化する役割があることを示唆している。逆に、FADDはこの経路を阻害する役割も持つ。通常、TLR4やIL1R1といった受容体の刺激に伴って、アダプタータンパク質MyD88が細胞膜へリクルートされ、そこでDD-DD相互作用を介してIRAKへ結合する。これによってNF-κBの核内移行に至るシグナル伝達経路が活性化され、核内でNF-κBは炎症サイトカインの転写を誘導する。FADDはDDを介してMyD88に結合することでIRAKとの相互作用に干渉し、NF-κBの核内移行と炎症を引き起こすカスケードを妨げる。

### その他
FADDは効率的な抗ウイルス応答に必要である。ウイルス感染に際して、FADDはIFN-αの産生に必要なIRF7のレベルの上昇に必要である。IFN-αはウイルスに対する応答に関与する重要な分子である。
FADDはプロテインキナーゼC（PKC）を脱リン酸化して不活性化するホスファターゼの活性化にも関与している。FADDが存在しない場合、PKCは活性化状態のままとなり、細胞骨格の再構成や細胞の運動性などの過程を引き起こすシグナル伝達カスケードが継続される。
FADDはグルコースレベルの調節にも関与している可能性が示されており、この機能にはリン酸化型のFADDが重要である。

## 調節

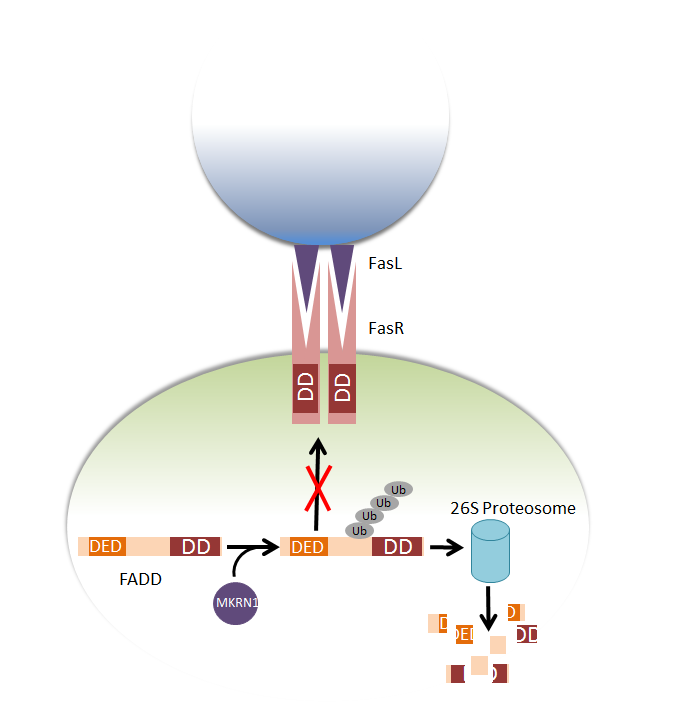
MKRN1によるFADDの調節: MKRN1はFADDをユビキチン化し、26Sプロテアソームの分解標的とする。FADDはFas受容体に結合してアポトーシスを誘導することができなくなる。

### 細胞内局在
FADDは細胞の核と細胞質の双方に存在する。ヒトのFADDのSer194（マウスではSer191）のリン酸化は、その細胞内局在を調節していると考えられている。FADDの核局在配列と核外搬出シグナルはいずれもDEDに位置し、核移行と核外搬出に必要である。FADDはその細胞内局在に依存して、異なる役割を持つ。細胞質では、その主な機能はアポトーシスの誘導である。しかし核内では、反対に生存を促進する効果を持つ。

### c-FLIP
c-FLIP（cellular FLICE inhibitory protein）は、2つのDEDを持つ調節タンパク質である。c-FLIPには、c-FLIPSとc-FLIPLという2つのアイソフォームが存在する。もともと、c-FLIPはFADDのDEDに結合してカスパーゼ-8前駆体の結合とDISCの形成を阻害することで、アポトーシスを負に調節する因子として作用すると考えられていた。しかし、c-FLIPとカスパーゼ-8前駆体が同じDISC内に存在する場合があることが発見された。そのため、c-FLIPが存在することでカスパーゼ前駆体どうしの密接な相互作用が防がれるという機構が提唱されている。カスパーゼは互いに近接して存在しない場合、完全には切断されず、不活性状態のままとなる。

### PKC
PKCの活性は、Fas受容体を介したアポトーシスに負の影響を与える。これはPKCがFADDの受容体へのリクルートを阻害するためであり、その結果DISCは形成されなくなる。T細胞ではPKCの量の増減によって、Fas受容体が刺激された際のFADDのリクルートが変動することが示されている。

### MKRN1
MKRN1はE3ユビキチンリガーゼであり、ユビキチンを介した分解の標的とすることでFADDを負に調節する。これによって、MKRN1はアポトーシスのレベルを制御する。

## 炎症性疾患における役割
再発寛解型多発性硬化症の患者の白血球ではFADDレベルの上昇がみられ、これは炎症の増大を反映したものであると考えられている。関節リウマチにおいては、マクロファージのFas受容体の刺激によってFADDを含有するDISCの形成が引き起こされていると考えられている。その結果、FADDはMyD88から隔離され、MyD88はIRAKと相互作用して炎症の亢進を引き起こす。

## がんにおける役割
FADDはアポトーシスに重要な役割を果たすことから、FADDの喪失によってFas受容体が刺激された際もアポトーシスが誘導されなくなり、がん細胞の増殖に有利となる場合がある。
しかしながら、卵巣がんや頭頸部扁平上皮癌ではFADDは大きくアップレギュレーションされている。このことががん細胞にどのような利点をもたらしているのかは明らかではないが、FADDが細胞周期の調節と細胞生存に関与していることを考えると、このことと関連したものである可能性が高い。非小細胞肺がんにおいても、FADDのレベルは上昇している。FADDはこれらの疾患の予後マーカーとして利用可能であり、高レベルのFADDは予後の悪さと相関している。

### 治療標的
タキソールは微小管の構築に干渉し、細胞周期の停止を引き起こすため、抗がん治療に用いられる薬剤である。Ser194がリン酸化されたFADDは、タキソールによる細胞周期の停止に対する感受性を高める。タキソールはアポトーシスも引き起こし、これにはカスパーゼ-10前駆体が必要であるが、FADDによってリクルートされて活性化される。
JNKの活性化はFADDのリン酸化を引き起こすことが示されている。リン酸化されたFADDは、おそらくp53の安定性を高めることで、細胞周期のG2/M期での停止を誘導する。そのため、この経路を活性化する薬剤には治療薬としての可能性がある。しかしながら、FADDの高レベルのリン酸化は、頭頸部がんなど多くのがんにおいて予後の悪さと相関している。これは抗アポトーシス作用を持つNF-κB経路の活性化によるものである可能性が高い。そのため、FADDのリン酸化の阻害も抗がん治療戦略としての可能性がある。例えば、FADDの阻害は薬剤抵抗性卵巣がんの標的治療としての可能性が示唆されている。

## 相互作用
FADDは次に挙げる因子と相互作用することが示されている。
- ABCA1（英語版）[42]
- ATG5（英語版）[16]
- CFLAR（英語版）[31]
- CASP8[10]
- CASP10（英語版）[10]
- CSNK1A1（英語版）[21]
- DEDD（英語版）[43]
- FAS[7]
- MBD4（英語版）[44]
- MKRN1[33]
- MyD88[25]
- NACA（英語版）[45]
- PEA15（英語版）[46]
- RIPK1[13]
- RIPK3（英語版）[13]
- TRADD（英語版）[15]
- TRAIL（英語版）[14]

## 関連文献
- “Whole-Exome-Sequencing-Based Discovery of Human FADD Deficiency”. Journal of Human Genetics 87 (6):  873–881. (2010). doi:10.1016/j.ajhg.2010.10.028. PMC 2997374. PMID 21109225.
- “Emerging roles for the death adaptor FADD in death receptor avidity and cell cycle regulation”. Cell Cycle 5 (20):  2332–2338. (2006). doi:10.4161/cc.5.20.3385. PMID 17102623.
- “FLIP and the death effector domain family”. Oncogene 27 (48):  6216–6227. (2008). doi:10.1038/onc.2008.299. PMID 18931689.
- “Nuclear localized phosphorylated FADD induces cell proliferation and is associated with aggressive lung cancer”. Cell Cycle 4 (11):  1478–81. (2007). doi:10.4161/cc.4.11.2188. PMID 16258269.